# Pucará (fortezza)

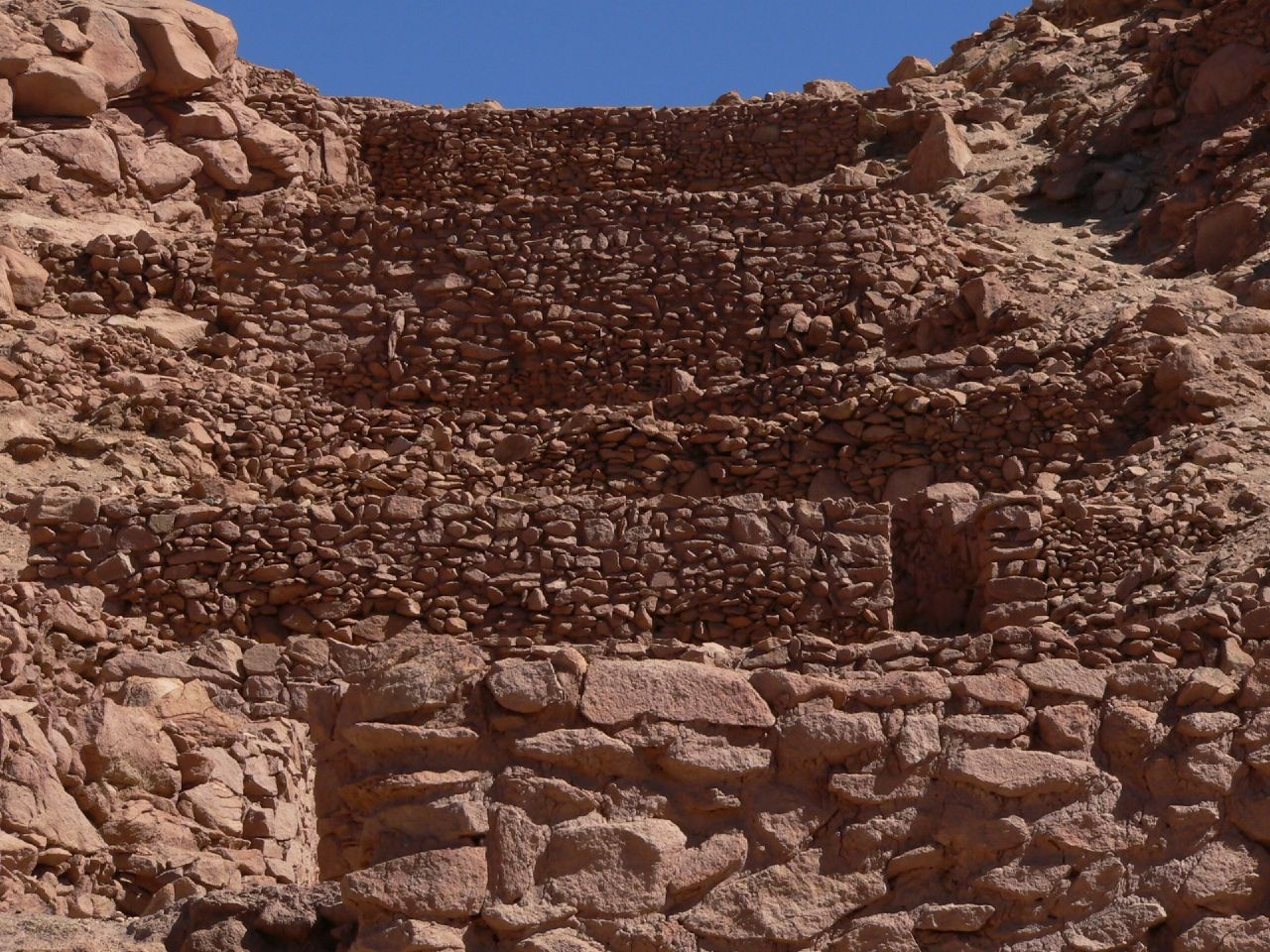
Parte del complesso di Pukara de Quitor, visto dall'interno.

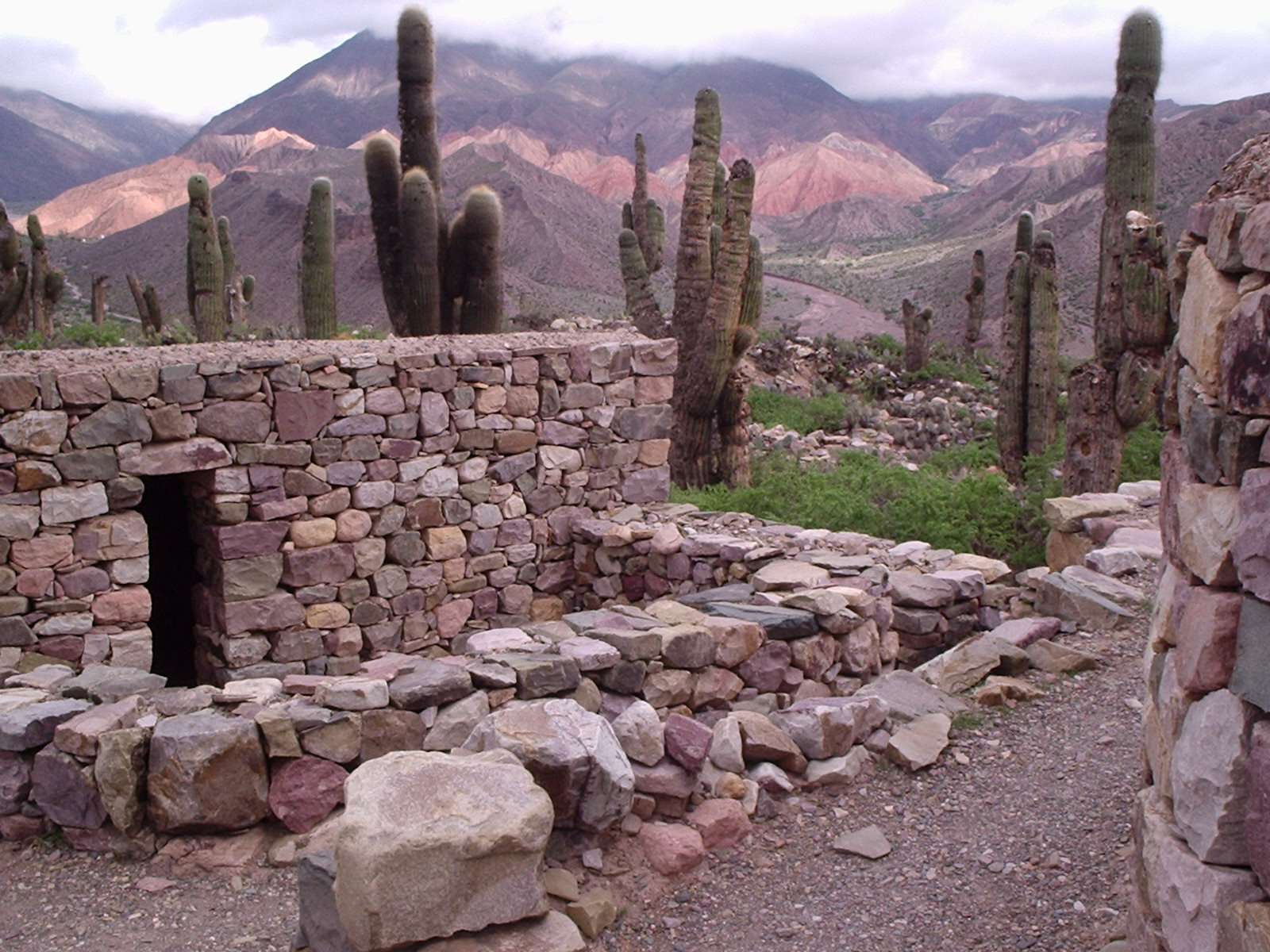
Rovine del pucará nei pressi di Tilcara, Argentina.

Pucará ("fortezza" in lingua quechua) sono delle fortezze costruite dai nativi americani appartenenti alle culture andine (dall'Ecuador al Cile e all'Argentina) e in particolare dagli Inca. Gli spagnoli utilizzavano questo termine per fare riferimento alle fortezze di terra Mapuche costruite durante la guerra di Arauco.
Uno dei principali rami della Cultura Chavín viene a volte chiamato "Cultura Pucará" o "stile Pucará".